# Ладо Мавсар
Ладо Мавсар – Ронко (Нотрање Горице, код Љубљане, 23. јун 1923 — Вис Радославник, 21. фебруар 1944), учесник Народноослободилачке борбе и народни херој Југославије.

## Биографија
Рођен је 1923. године у Нотрањој Горици код Љубљане, у радничкој породици. Основну школу завршио је у родном селу.
Августа 1941. укључио се у Ослободилачки фронт Словеније. Ујесен је примљен у Савез комунистичке омладине Југославије. Почетком децембра, с групом другова пребацио се у партизане, поставши борац Боровнишке партизанске чете.
Јула 1942, постао је командир Прве чете Другог батаљона Кримског одреда. Августа 1942. примљен је за члана Комунистичке партије Југославије. Маја 1943. постао је командант Четвртог батаљона бригаде „Љубо Шерцер“ и добио чин капетана. Неко је време био заменик команданта бригаде.
Јануара 1944, бригада је упала у жестоку непријатељску офанзиву. Читавог 21. фебруара, немачке снаге тукле су по дивизији артиљеријском и минобацачком ватром. Ладо Мавсар је у сумрак погинуо од гелера минобацача.
Указом председника Федеративне Народне Републике Југославије Јосипа Броза Тита, 27. новембра 1953. године, проглашен је за народног хероја.